# Hamelin Island
Hamelin Island är en ö i Australien. Den ligger i delstaten Western Australia, omkring 260 kilometer söder om delstatshuvudstaden Perth. Arean är 0,11 kvadratkilometer.
Runt Hamelin Island är det mycket glesbefolkat, med 3 invånare per kvadratkilometer. Genomsnittlig årsnederbörd är 1 147 millimeter. Den regnigaste månaden är maj, med i genomsnitt 198 mm nederbörd, och den torraste är februari, med 10 mm nederbörd.